# Ora che non ho più te
Ora che non ho più te è un singolo del cantautore italiano Cesare Cremonini, pubblicato il 24 settembre 2024 come primo estratto dall'ottavo album in studio Alaska Baby.

## Antefatti e descrizione
Successivamente alla pubblicazione del settimo album in studio La ragazza del futuro (2022), Cremonini ha preso una pausa discografica di due anni, collaborando unicamente nel brano Fantasie del cantautore Tropico.

Il brano è scritto dallo stesso cantautore con Tropico, e prodotto con Alessio Natalizia e Alessandro De Crescenzo. Cremonini ha spiegato il significato del brano e la sua composizione:

## Accoglienza
Gianni Sibilla di Rockol afferma che il brano introduce in nuove sonorità per il cantante composta da «suoni rétro della canzone, con una batteria filtrata che ricorda il Prince degli anni '80» mentre la melodia risulta «tipicamente cremoniniana», in cui si imposta un testo che presenta «un fraseggio nelle strofe che ricorda il Venditti classico; [...] rimanendo fortemente se stesso, con una sua poetica unica». Anche Alessandro Alicandri di TV Sorrisi e Canzoni riscontra sonorità anni '80, in cui la lunghezza del brano mostra che il cantante «ha immaginato un percorso opposto, narrativo e onirico, un viaggio a fari spenti nell'ignoto» e descrivendola come «una canzone notturna che si prende il tempo per raccontare la fine di un amore, qualsiasi sia la sua natura».

## Video musicale
Il video, girato in Friuli nella zona del Magredi del Cellina e diretto da Enea Colombi, è stato reso disponibile in concomitanza con il lancio del singolo sul canale Vevo-YouTube del cantante.

## Tracce
Testi e musiche di Cesare Cremonini, Davide Petrella.
1. Ora che non ho più te – 5:03

## Successo commerciale
Il brano ha esordito alla posizione numero 59 della classifica singoli Fimi il 27 settembre 2024, arrivando alla posizione numero 9 dopo due settimane. Dopo altre 7 settimane, nella settimana del 5 dicembre 2024 Ora che non ho più te ha occupato la prima posizione in classifica. Nessun singolo della carriera solista di Cremonini aveva mai raggiunto tale posizione, essendoci riuscito solo con 50 Special, primo singolo della sua band Lùnapop.

## Classifiche

### Classifiche settimanali
| Classifica (2024) | Posizione massima |
| ----------------- | ----------------- |
| Italia            | 1                 |

### Classifiche di fine anno
| Classifica (2024) | Posizione |
| ----------------- | --------- |
| Italia            | 54        |

## Riconoscimenti
- Videoclip Italia Awards
  - 2025 – Candidatura al migliore videoclip pop[20]
  - 2025 – Candidatura alla migliore fotografia
  - 2025 – Candidatura al migliore color granding